# Norid

Norid舊標識

Uninett Norid AS，商業名稱为Norid，成立于1996年，是挪威的三个国家代码顶级域名——.no、.sj和.bv的域名注册局。这家非營利組織公司总部设在挪威特隆赫姆，与其母公司Uninett共享办公室，而这两家公司都归挪威教育研究部所有。Norid是在挪威通信管理局监管下，与互联网号码分配局签订合同的情况下运营的。

## 历史
1983年，挪威电信的研究机构将.no域名的管理权交给了帕尔·斯皮林。然而，政策制定者希望该域名由非商业性组织管理。1987年3月17日，Uninett成为.no域名的注册局。该公司是挪威公立大学、学院和研究机构的信息和通信技术供应商。当时Uninett作为挪威的独立研究机构SINTEF的一个部门来管理，但1993年，它成为挪威教育研究部所有的一家有限公司。1996年，Norid作为Uninett的一个部门宣告成立，负责管理.no域名。1997年8月21日，Norid亦开始负责新建立的.sj和.bv域名的管理。1998年，Uninett成立了一家名为Uninett FAS的子公司，负责管理Uninett建立的，包括高校网络系统的运营在内的技术网络和服务基础设施。同时，Norid被转移到Uninett FAS旗下。同年成立了两个组织：解决域名争端的“域名解决机构”和政策咨询委员会Norpol。1999年，Norid成为一个域名注册商。2003年，为了确保在一个独立的组织内管理域名，Uninett Norid成为Uninett的一家独立子公司。

## 组织

Norid旗下.no域名的标志。

Uninett Norid AS是挪威教育研究部的一家子公司，也是Uninett全资拥有的一家有限公司。其办公室位于挪威第三大城市特隆赫姆。Norid负责管理三个国家代码顶级域名.no、.sj和.bv。其中，.no分配给挪威，是挪威的主域名；后两者不开放注册。在法律上，该域名的管理权基于两方面，一方面是与互联网号码分配机构达成的协议，另一方面是由位于挪威利勒桑的挪威通信管理局监管的《电信法》规定。2017年，该公司的收入为442万挪威克朗。Norid是歐洲國家頂級域註冊管理機構委員會的成员。

## 政策
域名使用政策由《挪威国家代码顶级域名域名管理条例》（Regulation Concerning Domain Names Under Norwegian Country Code Top-level Domains，简称《域名管理条例》）规定。该条例对挪威的.no、.sj和.bv两个顶级域名实行监管。如果.sj和.bv两个域名后来开始使用，其监管政策将会与目前.no相关的政策相同。
只有挪威当地的在布伦尼注册中心注册的组织，才能注册.no域名。每个组织可以注册100个.no域名，但可以在其二级域名下注册更多域名。域名必须由2到63个字符组成。允许的字符包括小写英文字母、10个阿拉伯数字，三个挪威语字母æ、ø、å和20个特殊的萨米语字母。Norid还维护一系列与地理位置和特殊机构相关的二级域名。另外，还有一系列域名无法注册。
.bv和.sj域名仍被保留，且未来可能使用。但对.sj和.bv这两个未使用的顶级域名进行商业化，与挪威的政策相矛盾，故挪威暂时没有计划开放该域名的注册。